# Lanark County
Lanark County är ett county i Kanada.   Det ligger i provinsen Ontario, i den sydöstra delen av landet, 60 km sydväst om huvudstaden Ottawa.